# Pazarspor
Pazarspor is een sportclub opgericht in 1973 te Pazar, een district van de provincie Rize, Turkije. De clubkleuren zijn blauw en wit. De thuisbasis van de voetbalclub is het Pazar Ilçestadion.
Naast voetbalclub is Pazarspor een basketbal- en volleybalvereniging.